# ニトリモール東大阪
ニトリモール東大阪（ニトリモールひがしおおさか、NITORIMALL HIGASHIOSAKA）とは、大阪府東大阪市西岩田に所在する大型ショッピングセンター（ショッピングモール）。ニトリが初めて運営するショッピングセンターであり、「ニトリモール」の1号店である。

## 概要
1991年11月から2010年3月まで営業していたショッピングセンター近鉄ハーツの跡地に、翌2011年10月5日オープンした。ニトリ東大阪店とスーパービバホーム東大阪店を中核として16店舗が入居している。東大阪市の市外局番は大阪中央環状線を境に、東側は072で西側は06というのが原則であるが、大阪市からもアクセスしやすい立地であるため、06側の住民の来客者のほうが多いと見越して、特例として全テナントの市外局番が06となっている。

## テナント
テナント全店の詳細は公式サイト「ショップ一覧」を参照。